# Arthur Francis Cockfield
Arthur Francis Cockfield PC (Horsham, Anglaterra 1916 - Oxford 2007) fou un economista i polític anglès que fou vicepresident de la Comissió Europea entre 1985 i 1989.

## Biografia
Va néixer el 28 de setembre de 1916 a la població de Horsham, situada al comtat de West Sussex. Va cursar els estudis secundaris a la ciutat de Dover i posteriorment estudià economia a la London School of Economics.
Ingressà l'any 1938 al "Inland Revenue", organisme britànic regulador dels impostos, en la qual va esdevenir Director de la Secció d'Estadística entre 1945 i 1952.
L'any 1973 fou nomenat Cavaller per part de la reina Elisabet II del Regne Unit, i l'any 1978 li fou concedit el títol de "Baró Cockfield". Morí el 8 de gener de 2007 a la seva residència de la ciutat d'Oxford.

## Activitat política
Membre del Partit Conservador, passà a esdevenir assessor en termes d'impostos i matèria econòmica als ministres d'Economia Iain Macleod i Anthony Barber. Amb l'elecció el maig de 1979 de Margaret Thatcher com a Primera Ministra del Regne Unit fou nomenat Ministre d'Estat del Tresor, càrrec que va mantenir fins a l'abril de 1982, moment en el qual passà al Ministeri d'Indústria. Després de les eleccions generals de 1983 fou nomenat Chancellor of the Duchy of Lancaster, membre del govern i assessor directe de la primera ministra.
L'any 1984 abandonà la política nacional per esdevenir membre de la Comissió Delors I el gener de 1985, sent nomenat Vicepresident de la mateixa i Comissari Europeu de Mercat Interior i Fiscalitat i Unió Aduanera. Tot i pertànyer al mateix partit euroescèptic que Margaret Thatcher fou un dels principals impulsors del Mercat Únic Europeu, creat finalment l'any 1992. No fou escollit per a realitzar un segon mandat al capdavant de la Comissió Europea i fou substituït per Leon Brittan.